# قفس (فیلم ۲۰۰۳)
قفس (به هندی: Pinjar) فیلمی محصول سال ۲۰۰۳ و به کارگردانی چاندراپراکاش دیویودی است. در این فیلم بازیگرانی همچون اورمیلا ماتوندکار، مانوج باجپایی، سانجای سوری، کولبوشان کارباندا، ایشا کوپیکار، فریده جلال، سندالی سینها، پریانشو چاترجی، لیلیت دوبی، آلوک نات، سیما بیسواس ایفای نقش کرده‌اند.